# Sungai Silimpopon
Der Silimpopon (mal. Sungai Silimpopon) oder Silimpopon River ist ein Fluss im malaysischen Bundesstaat Sabah auf Borneo. Er entspringt an den Hängen des Gunung Tamplit im Grenzgebiet zu Indonesien im Südosten von Sabah und verläuft von dort bis zur Mündung in die Cowie Bay, die sich ihrerseits zur Celebessee öffnet.
Im Februar 1903 wurde am Silimpopon River ein mächtiges Flöz gefunden, das als Queen Seam (Königinnen-Flöz) bezeichnet und als abbauwürdig erachtet wurde. Von 1905 bis 1932 wurde in der am Fluss errichteten Zeche Silimpopon Steinkohle gefördert.